# Staw kolanowy

Schemat budowy stawu kolanowego prawego

Sekwencja zdjęć stawu kolanowego wykonanych za pomocą rezonansu magnetycznego

Staw kolanowy (łac. articulatio genus) – w anatomii człowieka staw kończyny dolnej, będący największym stawem ciała człowieka. Jest to staw złożony (zawiasowy zmodyfikowany) – łączą się tu kość udowa i kość piszczelowa (kość strzałkowa nie buduje stawu kolanowego). Staw współtworzy trzeszczka w postaci rzepki. Staw posiada dwie łącznotkankowe łąkotki dopasowujące do siebie powierzchnie stawowe w czasie ruchów. Funkcjonalnie jest to staw zawiasowy, umożliwiający ruchy zginania i prostowania, ale w zgięciu (z wyjątkiem maksymalnego) możliwe są również ruchy rotacyjne. Wzmocniony jest więzadłami zewnętrznymi (pobocznymi oraz torebki stawowej) oraz dodatkowo bardzo silnymi więzadłami wewnętrznymi – więzadłem krzyżowym przednim i tylnym.
Staw kolanowy jest narażony na przeciążenia związane z potężną siłą mięśnia czworogłowego uda (ciąg na rzepkę max. 300 kg). Ponadto jest drugim najbardziej obciążanym stawem człowieka (po stawie skokowym).

## Powierzchnie stawowe

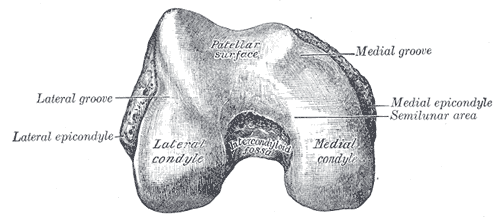
Powierzchnie stawowe końca dalszego kości udowej (Widok od dołu)

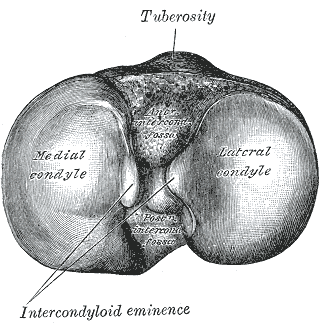
Powierzchnie stawowe końca bliższego kości piszczelowej (Widok od góry)

W stawie kolanowym łączą się trzy elementy, w tym dwie kości: kość udowa, kość piszczelowa oraz trzeszczka czyli rzepka. Główkę stawu tworzą wypukłe kłykcie kości udowej, natomiast jego panewkę lekko wklęsłe kłykcie kości piszczelowej i powierzchnie stawowe rzepki.
- połączenie pomiędzy kością udową a kością piszczelową (staw udowo-piszczelowy, articulatio femoro-tibialis):
  - kłykieć boczny kości udowej (condylus lateralis femoris) – powierzchnia stawowa kłykcia bocznego kości piszczelowej (condylus lateralis tibiae)
  - kłykieć przyśrodkowy kości udowej (condylus medialis femoris) – powierzchnia stawowa kłykcia przyśrodkowego kości piszczelowej (condylus medialis tibiae)

- połączenie pomiędzy kością udową a rzepką (staw udowo-rzepkowy, articulatio femoro-patellaris)
  - kłykieć boczny kości udowej (condylus lateralis femoris) – powierzchnia stawowa rzepkowa boczna (facies articularis lateralis patellae)
  - kłykieć przyśrodkowy kości udowej (condylus medialis femoris) – powierzchnia stawowa rzepkowa przyśrodkowa (facies articularis medialis patellae)

Kłykcie kości udowej na powierzchni dolnej są płaskie, dzięki czemu bardzo dobrze przylegają do kłykci kości piszczelowych, a tym samym stabilizują staw w pozycji wyprostowanej.

## Torebka stawowa

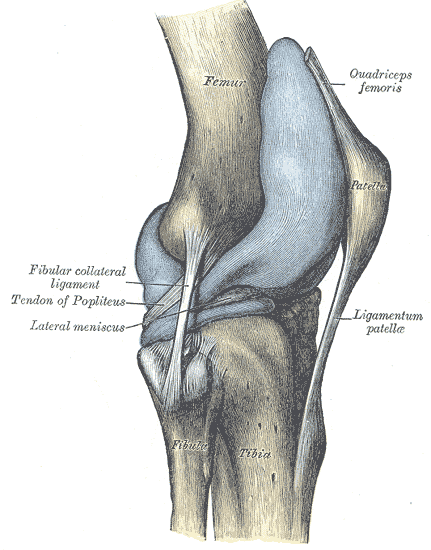
Widok z boku błony maziowej stawu kolanowego

Podobnie jak w innych stawach torebka stawowa składa się z dwóch warstw: zewnętrznej błony włóknistej i wewnętrznej błony maziowej. Inaczej niż w innych stawach przebieg obu błon nie jest jednakowy.
Błona włóknista torebki stawowej stawu kolanowego na powierzchni przedniej rozpięta jest między brzegami powierzchni stawowych kości udowej, rzepki i piszczeli. Na stronie tylnej przymocowuje się do kresy międzykłykciowej kości udowej i biegnie do kości piszczelowej w okolicach chrząstki stawowej. Błona maziowa ma nieco inny przebieg, gdyż z tyłu omija pole międzykłykciowe i więzadła krzyżowe – wyłączając je w ten sposób z jamy stawowej.
Pomiędzy obiema warstwami znajduje się ciało tłuszczowe podrzepkowe (corpus adiposum infrapatellare) wypełniające przestrzenie powstające podczas ruchów stawu kolanowego.

## Łąkotki
Łąkotki (łac. menisci) to dwa elastyczne twory, zbudowane z tkanki chrzęstnej włóknistej leżące pomiędzy kością udową a piszczelową, będące elementami dodatkowymi stawu kolanowego. Wyróżnia się łąkotkę boczną i łąkotkę przyśrodkową, nieco różniące się wielkością. Ich zadanie polega na pogłębieniu i dopasowaniu do siebie powierzchni stawowych stawu kolanowego (pomiędzy kością udową a piszczelową), a także na umożliwieniu ruchów obrotowych w zgiętym stawie kolanowym, poprzez przesuwanie się ich na powierzchni stawowej górnej kości piszczelowej.
Łąkotki dzielą staw kolanowy na dwa piętra: górne i dolne. W piętrze górnym (łąkotkowo-udowym) wykonywane są przede wszystkim ruchy zginania i prostowania kolana, natomiast w piętrze dolnym (łąkotkowo-piszczelowym) przede wszystkim ruchy rotacyjne. Na przekroju poprzecznym mają kształt trójkąta prostokątnego, zwróconego podstawą na zewnątrz, zrośniętego z torebką stawową. Powierzchnia przylegająca do kości piszczelowej jest płaska, górna przylegająca do kłykci kości udowej jest wklęsła.
Obie łąkotki ustawione są swoimi rogami do środka powierzchni stawowej, gdzie przytwierdzone są do kości piszczelowej przy pomocy pasm łącznotkankowych. Dodatkowo, od przodu połączone są ze sobą przez więzadło poprzeczne kolana.

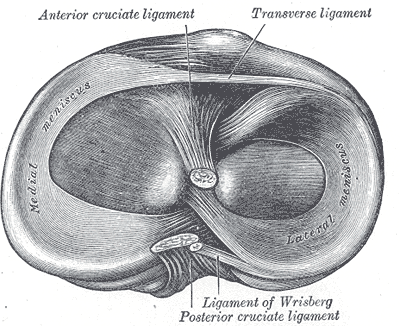
Łąkotki. Widok od góry.

### Łąkotka przyśrodkowa
Łąkotka przyśrodkowa (łac. meniscus medialis) jest dłuższą i szerszą z łąkotek, a swoim kształtem przypomina literę C. Przyczep początkowy znajduje się na przedniej części pola międzykłykciowego przedniego, a przyczep końcowy na przedniej powierzchni pola międzykłykciowego tylnego. Jest mniej ruchoma od łąkotki bocznej, ze względu na połączenie z więzadłem pobocznym piszczelowym.

### Łąkotka boczna
Łąkotka boczna (łac. meniscus lateralis) jest krótsza i bardziej zakrzywiona, przez co tworzy prawie pełny pierścień. Jej początkowy przyczep znajduje się ku przodowi od guzka międzykłykciowego bocznego, a końcowy ku tyłowi od guzka międzykłykciowego przyśrodkowego. Nie jest powiązana z więzadłem pobocznym strzałkowym, dzięki czemu jest bardziej ruchoma od łąkotki przyśrodkowej. Powiązana jest natomiast ze ścięgnem mięśnia podkolanowego.

## Układ więzadłowy
Ze względu na duże siły przenoszone przez staw kolanowy jego torebka stawowa wzmocniona jest wieloma więzadłami. Dodatkową stabilizację zapewniają więzadła krzyżowe i więzadła powiązane z łąkotkami, otoczone przez torebkę włóknistą. Z tego względu w stawie kolanowym wyróżnia się więzadła zewnętrzne i więzadła wewnętrzne.

### Więzadła zewnętrzne stawu kolanowego
Więzadła poboczne silnie wzmacniają staw kolanowy po obu jego stronach. Są mocno napięte, kiedy kolano jest wyprostowane. Wówczas stabilizują staw – na tym polega ich główne znaczenie. W położeniu zgiętym rozluźniają się i umożliwiają ruchy obrotowe (rotacyjne). Z powodu ich obecności w stawie kolanowym niemożliwe są ruchy odwodzenia i przywodzenia kolana.
- Więzadło poboczne piszczelowe  – jego włókna przebiegają w dwóch grupach: powierzchownej i głębokiej. Biegnie ono od nadkłykcia przyśrodkowego kości udowej do części przyśrodkowej brzegu podpanewkowego i stąd dalej ku dołowi do kości piszczelowej. Wzmacnia ścianę tylną torebki stawowej. Główną funkcją tego więzadła jest ograniczenie nadmiernej koślawości oraz rotacji zewnętrznej piszczeli.
- Więzadło poboczne strzałkowe – główna rola tego więzadła polega na ograniczaniu szpotawości kolana. Rozpoczyna się na nadkłykciu bocznym kości udowej i kończy się na głowie strzałki.

Więzadła związane z rzepką:
- więzadło rzepki
- troczki rzepki, biegnące po obu stronach więzadła rzepki.

Więzadła tylnej powierzchni torebki stawowej
- Więzadło podkolanowe skośne wzmacnia ścianę tylną torebki stawowej. Jest to mocne, płaskie więzadło biegnące z okolicy kłykcia bocznego kości udowej skośnie ku dołowi. Jego włókna częściowo gubią się w torebce stawowej, a częściowo przechodzą w ścięgno mięśnia półbłoniastego. Więzadło to hamuje nadmierne prostowanie stawu i ruchy obrotowe.
- Więzadło podkolanowe łukowate przebiega w kształcie łuku wypukłego ku dołowi od kłykcia bocznego kości udowej do ściany tylnej torebki. Od więzadła tego dwiema zbieżnymi odnogami odchodzi pasmo które przyczepia się do głowy strzałki; nosi ono nazwę troczka więzadła łukowatego.

### Więzadła wewnętrzne stawu kolanowego
Więzadła krzyżowe
- Więzadło krzyżowe przednie rozpoczyna się na powierzchni przyśrodkowej kłykcia bocznego kości udowej i biegnie ku dołowi, przodowi i środkowi, przyczepiając się na polu międzykłykciowym przednim kości piszczelowej. Najważniejsza rola tego więzadła polega na ograniczaniu przedniego ruchu piszczeli względem kości udowej, ograniczaniu nadmiernego zgięcia i wyprostu oraz forsownego koślawienia i szpotawienia w wyproście i w zgięciu.

- Więzadło krzyżowe tylne biegnie od powierzchni bocznej kłykcia przyśrodkowego kości udowej do pola międzykłykciowego tylnego. Więzadło to składa się z dwóch oddzielnych części zróżnicowanych anatomicznie i funkcjonalnie. Taka budowa więzadła gwarantuje jego podstawową funkcję, jaką jest zabezpieczenie tylnego przemieszczania piszczeli oraz ograniczanie maksymalnego wyprostu i zgięcia.

Więzadła związane z łąkotkami:
- więzadło poprzeczne kolana łączące ze sobą rogi przednie łąkotek,
- więzadło łąkotkowo-udowe przednie,
- więzadło łąkotkowo-udowe tylne .

## Kaletki maziowe stawu kolanowego
W okolicy stawu kolanowego zlokalizowanych jest kilka kaletek maziowych, często mających bezpośrednie połączenie z jamą stawu kolanowego.
- kaletka nadrzepkowa
- kaletka przedrzepkowa podskórna
- kaletka przedrzepkowa podpowięziowa
- kaletka przedrzepkowa podścięgnowa
- kaletka podrzepkowa głęboka
- kaletka mięśnia półbłoniastego
- kaletka podścięgnowa mięśnia brzuchatego łydki
- zachyłek podkolanowy

## Struktury stabilizujące staw kolanowy
Na użytek kliniczny struktury łącznotkankowe otaczające staw podzielono na trzy kompleksy stabilizujące staw kolanowy.

### Kompleks przyśrodkowy
- Więzadło poboczne piszczelowe
- Tylno-przyśrodkowa część torebki stawowej
- Mięsień półścięgnisty
- Gęsia stopka ścięgnista

### Kompleks boczny
- Więzadło poboczne strzałkowe
- Pasmo biodrowo-piszczelowe
- Mięsień dwugłowy uda
- Mięsień podkolanowy

### Kompleks centralny
- Więzadło krzyżowe przednie
- Więzadło krzyżowe tylne
- Łąkotka przyśrodkowa
- Łąkotka boczna